# ルキウス・カルプルニウス・ピソ・フルギ
ルキウス・カルプルニウス・ピソ・フルギ（ラテン語: Lucius Calpurnius Pisō Frugi、紀元前182年ごろ - 没年不詳）は、紀元前2世紀中期・後期の共和政ローマの政治家・軍人。紀元前133年に執政官（コンスル）を、紀元前120年に監察官（ケンソル）を務めた。

## 出自
ピソはプレブス（平民）であるカルプルニウス氏族の出身である。最も古い氏族のひとつであり、第2代ローマ王ヌマ・ポンピリウスの息子カルプス (Calpus) を始祖としているとされる（ヌマの子孫と称する氏族は他にピナリウス氏族、ポンポニウス氏族、アエミリウス氏族がある）。氏族で最初に執政官となったのは、ガイウス・カルプルニウス・ピソで紀元前180年のことであった。カピトリヌスのファスティによると、ピソの父のプラエノーメン（第一名、個人名）はルキウス、祖父はガイウスである。

## 経歴
ピソに関する最も古い記録は紀元前149年に護民官に就任したことである。このとき属州における最初の財物強要に関する法案を提唱し、この法案は成立した。結果、この種の事件を審査するための特別司法委員会が設立されている。
紀元前136年にはプラエトル（法務官）に就任する。シキリア属州の総督として赴任するが、奴隷の反乱が発生した（第一次奴隷戦争）。戦況はローマ軍に不利で、ピソは野営地を反乱軍に占領されたこともあった。
紀元前133年、ピソは執政官に就任、同僚は同じくプレブスのプブリウス・ムキウス・スカエウォラであった。ピソは再びシキリアに出征し、今度は勝利を見た。彼は軍規を厳しくして兵士の士気を回復し、マメルティン要塞（場所不明）を強襲、そこで9,000人の逃亡奴隷を殺害した。続いて反乱の発生地であるエンナを包囲するが陥落させることはできず、後任であるプブリウス・ルピリウスに指揮権を引き渡した。
その後の数年間、ピソはガイウス・センプロニウス・グラックス（グラックス弟）の主要な政敵の一人であり、特に穀物法に反対していた。キケロは、これに関するエピドードを残している。この穀物法が成立した後、グラックスは安価な穀物を購入に来た群衆の中にピソがいるのを見つけた。グラックスはピソに何故考えを変えてここに来たのかと訪ねたが、ピソは「グラックスよ、君が皆に分配することは望まない。が、君がこの法律を成立させ、法は人によらず公平であるべきだ。だから私はここに来た」
紀元前120年には監察官に就任した。
ピソはその正直な人柄のため、フルギ（正直）のアグノーメン（愛称）を得ている。

## 知的活動
ピソはその人生の終盤に『年代記（Annals）』を著述している。現在は45の断片が残るのみである。キケロはこの年代記の文章を、味気がないと評しているが、どうやらピソは優雅な文体には興味がなかったようだ。年代記はアイネイアースの時代からカルタゴ陥落までを記述していた。この年代記はマルクス・テレンティウス・ウァロ、ハリカルナッソスのディオニュシオス、ティトゥス・リウィウス、ガイウス・プリニウス・セクンドゥスが参考資料として使っており、アウルス・ゲッリウスも引用している。
ピソはしばしば法廷に立っていた。彼はまた自分の演説集を出版していたが、紀元前46年にキケロが『ブルトゥス』や『雄弁家について』を出版したころには、彼は誰からも忘れ去られていた。

## 子孫
ピソには同名の息子がおり、紀元前112年に法務官を務めている。

## 参考資料

### 古代の資料
- プブリウス・アンニウス・フロルス『700年全戦役略記』
- カピトリヌスのファスティ
- オロシウス『異教徒に反論する歴史』
- プルタルコス『対比列伝』
- マルクス・トゥッリウス・キケロ『ブルトゥス』
- マルクス・トゥッリウス・キケロ『トゥスクルム荘対談集』

### 研究書
- Albrecht M. History of Roman Literature. - M .: Greco-Latin office, 2002 .-- T. 1. - 704 p. - ISBN 5-87245-092-3 .
- Broughton R. Magistrates of the Roman Republic. - New York, 1951. - Vol. I. - P. 600.
- Münzer F. Calpurnius 96 // Paulys Realencyclopädie der classischen Altertumswissenschaft . - 1897. - Bd. III, 1. - Kol. 1392-1395.
- Münzer F. Calpurnius 97 // Paulys Realencyclopädie der classischen Altertumswissenschaft . - 1897. - Bd. III, 1. - Kol. 1395.